# Bogdanița, Plovdiv
Bogdanița (în bulgară Богданица) este un sat în comuna Sadovo, regiunea Plovdiv,  Bulgaria. 

## Demografie
Componența etnică a satului Bogdanița
     Bulgari (85,2%)
     Romi (9,1%)
     Nicio identificare (5,04%)
     Altele (0,65%)
La recensământul din 2011, populația satului Bogdanița era de 615 locuitori. Din punct de vedere etnic, majoritatea locuitorilor (85,2%) erau bulgari, cu o minoritate de romi (9,1%). Pentru 5,04% din locuitori nu este cunoscută apartenența etnică.